# Olaf Förster
Pour les articles homonymes, voir Förster.
Olaf Förster, né le 2 novembre 1962 à Chemnitz (République démocratique allemande), est un rameur est-allemand. Il est champion olympique aux Jeux de 1988.

## Carrière
Olaf Förster remporte la médaille d'or du quatre sans barreur lors des Jeux olympiques d'été de 1988 à Séoul.

## Palmarès

### Jeux olympiques
- Jeux olympiques d'été de 1988 à Séoul ( Corée du Sud) :
  -  médaille d'or en quatre sans barreur

### Championnats du monde
- Championnats du monde 1990 au lac Barrington ( Australie) :
  -  médaille de bronze en quatre sans barreur
- Championnats du monde 1989 à Bled ( Yougoslavie) :
  -  médaille d'or en quatre sans barreur
- Championnats du monde 1987 à Copenhague ( Danemark) :
  -  médaille d'or en quatre sans barreur
- Championnats du monde 1986 à Nottingham ( Royaume-Uni) :
  -  médaille de bronze en deux avec barreur
- Championnats du monde 1985 à Hazewinkel ( Belgique) :
  -  médaille de bronze  en quatre sans barreur

### Jeux de l'Amitié
- Jeux de l'Amitié de 1984 à Moscou
  -  médaille d'argent en quatre sans barreur

## Famille
Sa femme Kerstin Förster est aussi une rameuse olympique.